# Homo longi
Homo longi, conegut informalment com a home drac, és una espècie extinta de primat de la família dels homínids que visqué a la plana del nord-est de la Xina durant el Plistocè mitjà, fa com a mínim 146.000 anys. Els estudis de proteïnes obtingudes de l'holotip i d'ADN mitocondrial extret del càlcul dental semblen corroborar la hipòtesi que pertany a la mateixa espècie que els denissovans.
A grans trets, és com altres espècimens del Plistocè mitjà trobats a la Xina. Presenta la fesomia típica dels Homo arcaics, amb el crani baix i llarg, arcs superciliars ben desenvolupats, òrbites oculars amples i la boca grossa. Té el crani més llarg que qualsevol altra espècie d'Homo. La cara és més aviat plana, com en els éssers humans, però amb el nas més gros. El volum del cervell, de 1.420 cc, era si fa no fa com el dels éssers humans i els neandertals.